# AnadoluJet
AnadoluJet là thành viên của Turkish Airlines hoạt động như một hãng hàng không khu vực. Hãng khai thác các chuyến bay nội địa cũng như các chuyến bay đến Bắc Síp, Tây Âu và Tây Á cho công ty mẹ.

## Lịch sử hoạt động
Hãng được thành lập vào ngày 23/4/2008 bởi Turkish Airlines. Vào tháng 3 năm 2020, hãng đã được cấu hình lại để áp dụng cho toàn bộ mạng đường bay quốc tế của Turkish Airlines hoạt động từ Sân bay quốc tế Sabiha Gökçen ở Istanbul, bao gồm hơn 20 đường bay.

## Thỏa thuận liên danh
AnadoluJet duy trì thỏa thuận liên danh với công ty mẹ Turkish Airlines.

## Đội bay

### Đang hoạt động

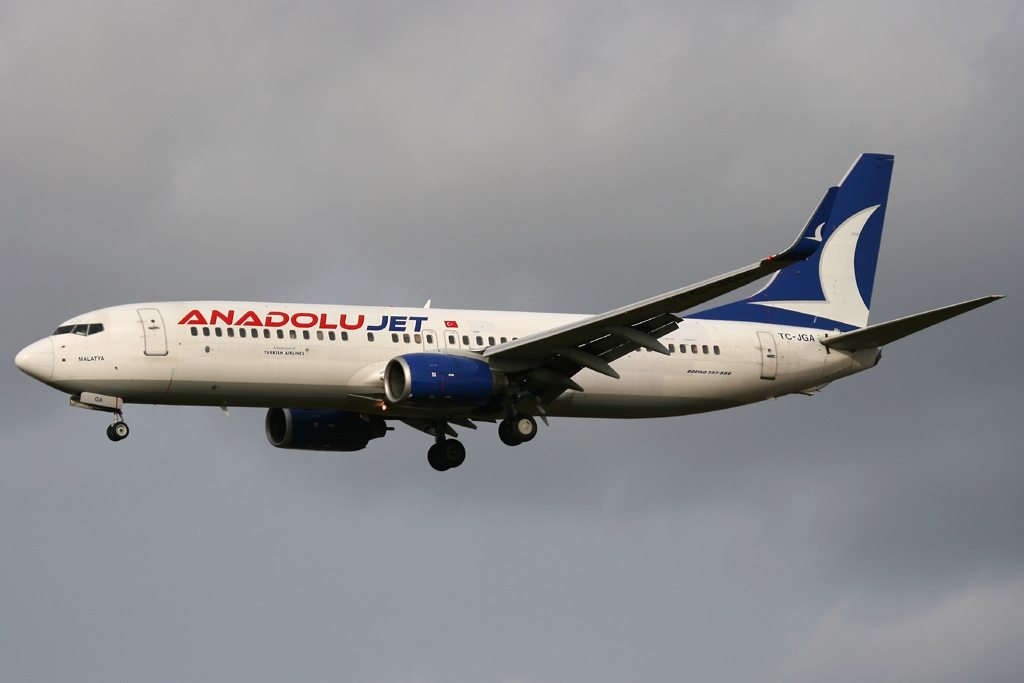
Boeing 737-800

Độ tuổi trung bình đội bay tính đến tháng 1 năm 2023 là 12.7 năm.
Tính đến tháng 1 năm 2023:
| Máy bay            | Đang hoạt động | Đặt hàng | Hành khách | Hành khách | Hành khách | Ghi chú |
| Máy bay            | Đang hoạt động | Đặt hàng | J          | Y          | Tổng       | Ghi chú |
| ------------------ | -------------- | -------- | ---------- | ---------- | ---------- | --- |
| Airbus A320neo     | 3              | —        | —          | 186        | 186        | Ban đầu được đặt hàng bởi S7 Airlines. |
| Airbus A321neo ACF | 7              | 1        | 8          | 203        | 211        | Ban đầu được đặt hàng bởi S7 Airlines. TC-LUA, TC-LUB, TC-LUC, TC-LUE được chuyển giao cho hãng sau khi VietJet Air ngừng tiếp nhận máy bay. |
| Boeing 737-800     | 51             | —        | —          | 186        | 186        | Hầu hết đều từ công ty mẹ Turkish Airlines.                                                                                                  |
| Boeing 737-800     | 51             | —        | —          | 189        | 189        | Hầu hết đều từ công ty mẹ Turkish Airlines.                                                                                                  |
| Boeing 737 MAX 8   | 7              | —        | 8          | 168        | 176        | Ban đầu được đặt hàng bởi S7 Airlines. |
| Boeing 737 MAX 8   | 7              | —        | —          | 189        | 189        | |
| Tổng cộng          | 68             | 1        |            |            |            | |

### Dừng hoạt động
- Airbus A320-200
- ATR 72-500
- Boeing 737-400
- Boeing 737-700
- Embraer E190
- Embraer E195